# Gerygone inornata
El Gerigón sencillo o Gerygone inornata es una especie de ave paseriforme del género Gerygone, que pertenece a la superfamilia Meliphagoidea (familia de los Pardalotidae, perteneciente a la subfamilia Acanthizidae). Habita en  Indonesia y Timor Oriental.